# Вильгельм-Келль, Ханнес
Ханнес Вильгельм-Келль (нем. Hannes Wilhelm-Kell, 13 мая 1970 года, Дрезден, Германия) — лужицкий общественный деятель. Председатель партии Лужицкий альянс с 2010 года.

## Биография
После окончания средней школы в 1989 году в Дрездене работал в сельскохозяйственном предприятии. В 1994 году закончил Лейпцигский университет по специальности инженера сельскохозяйственного производства. Служил в бундесвере. После армии с 1995 года работал финансовым консультантом. С 2005 года работал в банковской сфере.
Изучив нижнелужицкий язык, стал заниматься общественной деятельностью среди лужичан. Во время учёбы в Лейпцигском университете был членом студенческой организации «Sorabija Lipsk». В 1998 году вступил в «Ассоциацию поощрения нижнелужицкого языка в Церкви» (Verein zur Förderung des Gebrauchs der Wendischen Sprache in der Kirche). В 1999 году был одним из основателей общества «Понашему» и был членом правления этого общества.
В марте 2005 года был одним из основателей Лужицкой народной партии. На III съезде этой партии был избран её председателем.
Женат, имеет троих детей. В семье использует нижнелужицкий язык. В настоящее время активно участвует в деятельности общества «Понашему». Занимается арт-проектами, является учеником немецкого художника Вернера Клемке.